# Wojenna cisza

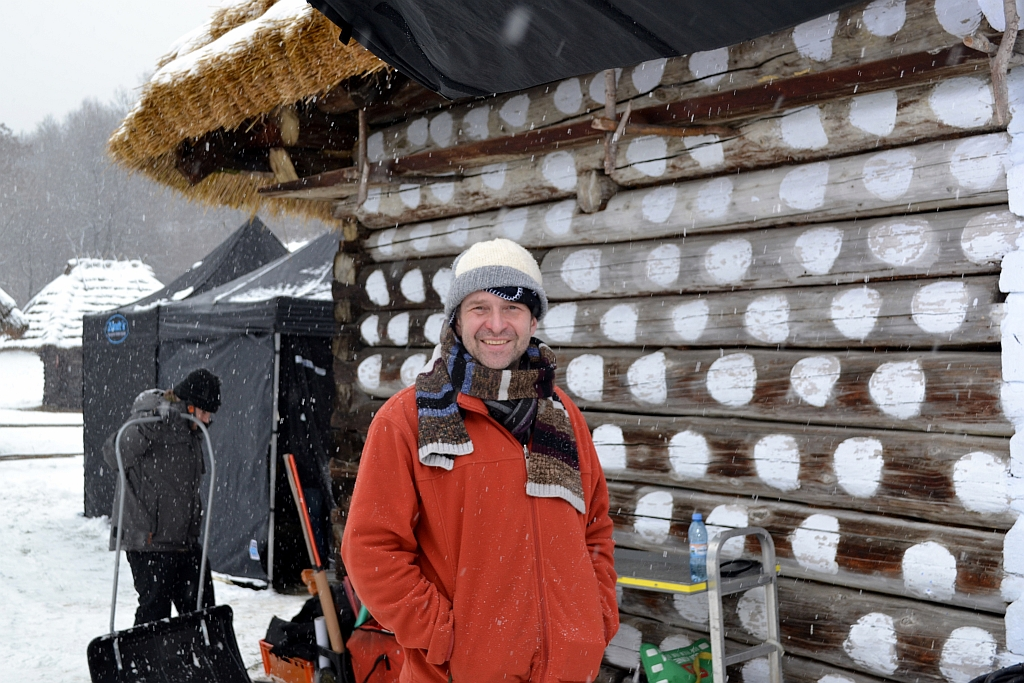
Ed Ehrenberg przed chałupą w sanockim Skansenie (2013)

Wojenna cisza (niem. Höre die Stille, w wersji roboczej jako Als der Tod ins Leben wuchs) – niemiecki dramat wojenny z 2016 roku w reżyserii Eda Ehrenberga.

## Produkcja
Film jest pracą dyplomową 18 studentów Monachijskiej Akademii Filmowej (w sumie niemiecka ekipa pracująca na planie filmowym w Polsce liczyła 35 osób). Najstarszym statystą w filmie był Józef Smyka z Czerteża (86 lat), filmowy Rolf Kirchner, zmarły w styczniu 2015 roku. Oprócz monachijskich aktorów w produkcji wzięli udział także sanoccy statyści oraz mieszkańcy pobliskich miejscowości wyłonieni w drodze castingu. Twórcy filmu wykorzystali do zdjęć plenery sanockiego Skansenu oraz Galicyjskiego Rynku w tym zabytkowe zabudowania kościoła z Bączala Dolnego. W Sanoku oraz pobliskich górach Słonnych toczą się główne wątki filmu.
Polska premiera planowana jest na wiosnę 2015 roku. Projekt wsparli oraz pomocy filmowcom udzielili min. dyrektor skansenu Jerzy Ginalski, dr Hubert Ossadnik, burmistrz Sanoka dr Wojciech Blecharczyk oraz komendant sanockiej policji Grzegorz Matyniak.

## Fabuła
Fabuła filmu rozgrywa się na radzieckiej Ukrainie, w pobliżu rozgraniczenia linii wojsk niemiecko-sowieckich, zimą 1941 roku. Do rosyjskiej wioski, gdzie żyją potomkowie niemieckich osadników osadzonych jeszcze przez carycę Katarzynę wchodzi rozproszony pododdział żołnierzy Wehrmachtu. Wioskę po deportacjach do obozów pracy i stalinowskich przesiedleniach zamieszkują tylko same dzieci, kobiety i osoby starsze, które przywitają nazistowskich żołnierzy jako "wyzwolicieli" z nadzieją na szczęśliwsze czasy. Między żołnierzami a miejscową ludnością panuje początkowo zgoda, do czasu kiedy pewnego dnia dowódca oddziału zabija kobietę ze wsi. W konsekwencji i on zostanie w odwecie zamordowany przez inną mieszkankę tej samej wioski. Teraz sytuacja się zmienia, mieszkańcy i żołnierze pozornie przyjaźni zaczynają patrzyć na siebie nieufnie. Kończą się w miarę poprawne relację z potomkami niemieckich osadników i krucha przyjaźń zamiera, a w codzienne życie wszystkich bohaterów wkraczają brutalne prawa wojny. Życie odmieni się raz na zawsze, tym bardziej, że na horyzoncie malutkiej wioski pojawią się sowieccy żołnierze.

## Obsada
- Vera Stadler,
- Simon Hangartner,
- Oliver Troska,
- Maximilian Grüneisen,
- Matthias Horn,
- Marina Koch,
- Maja Jötten,
- Jessica Reichert,
- Dominik Fenster,
- Clarissa Molocher,
- Antonia Langenohl,
- Andreas Zahn,
- Andreas Wilke,
- Andreas Erb,
- Ana Sanchez,
- Lars Doppler,
- Alexandra Grant,
- Christa Schreiber,
- David Jobda

## Muzyka
- Bajuschki Baju – Lauschet, Höret In Die Stille w wykonaniu Viktoria Hartmann (Violine)
- Adoramus Te Christe w wykonaniu Hallelujah Children Berlin
- O, Du Deutschland Ich Muss Marschieren w wykonaniu Hallelujah Children Berlin
- Bajuschki Baju – Lauschet, Höret In Die Stille w wykonaniu Hallelujah Children Berlin, aranżer Johannes Hüttenmüller
- Orgelsonate 6, d-moll, Opus 65 – 2.Fuga, Sostenuto E Legato